# Rafael Ağayev
Rafael Aǧhayev (Sumqayıt, 4 marzo 1985) è un karateka azero, cinque volte campione mondiale, dodici volte campione europeo, medaglia d'argento alle olimpiadi di Tokyo 2020 e capitano della Nazionale Azera di Karate.

## Biografia
Viene da una famiglia di sportivi: suo padre è stato un calciatore professionista, mentre i suoi due fratelli maggiori, Ruslan e Rustam, praticano rispettivamente judo e pugilato.
Inizia a praticare karate all'età di 7 anni per volontà del padre e a 18 entra nell'ADBTIA, l'"Accademia Nazionale dell'Azerbaigian di Cultura Fisica e dello Sport" di Baku per studiare da istruttore di karate presso il "Dipartimento delle Arti Marziali e delle sue tecniche", laureandosi nel 2007.
L'anno successivo presta servizio militare per il suo Paese e successivamente viene trasferito nel gruppo sportivo del Ministero della Difesa in qualità di atleta promettente.
Durante le prime gare a livello nazionale viene notato dal presidente della federazione nazionale Yashar Bashirov e già nel 1997, all'età di 12 anni, inizia a gareggiare a livello internazionale. La prima gara è stata nel 1997 a Miskolc, Ungheria in occasione della Open World Cup, non riuscendo però a salire sul podio.
Da cadetto (14-16 anni) e junior (18-20 anni) partecipa a vari campionati europei e mondiali di categoria ottenendo 3 ori e 3 bronzi fra competizioni individuali e a squadre.

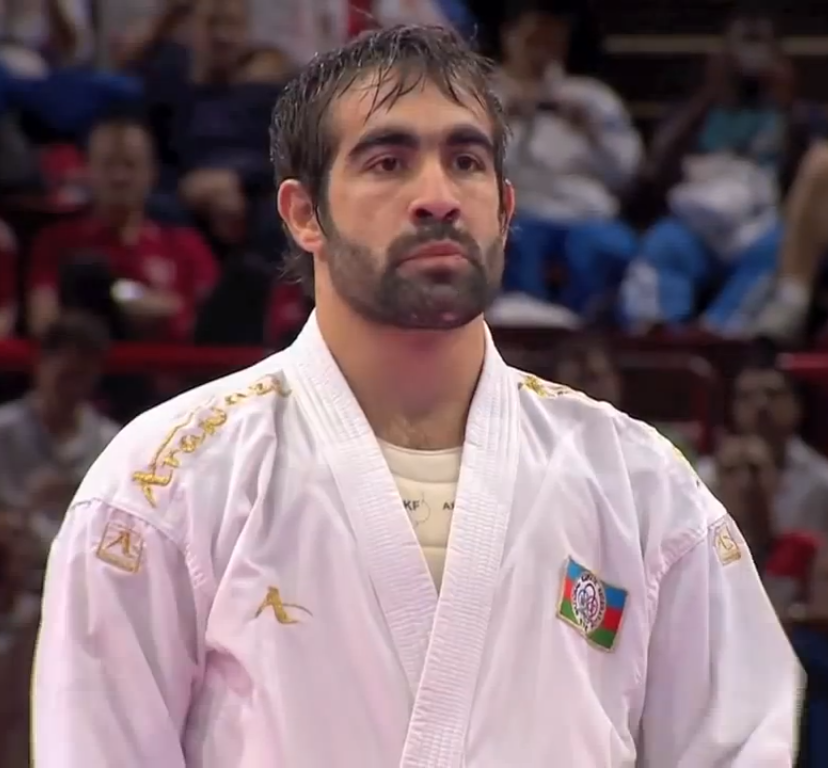
Rafael Aǧhayev ai Mondiali 2012

## Carriera
A 21 anni entra a far parte stabilmente della nazionale maggiore ritagliandosi subito il ruolo di leader fra i compagni grazie ai suoi successi. È infatti l'unico karateka ad aver vinto il titolo di categoria e quello open nella stessa rassegna al mondiale 2008 e all'europeo 2007. Solo Gustaaf Lefevre è riuscito a fare lo stesso all'europeo 1999.
Complessivamente, tra competizioni individuali e a squadre, vanta 9 ori, 1 argento e 7 bronzi ai campionati europei e 4 ori e 2 argenti ai campionati mondiali oltre ad un oro ai Giochi mondiali 2013 e agli World Combat Games 2013.

## Rivalità
In questi ultimi anni si è scontrato più volte sul tatami contro il campione italiano Luigi Busà. Dal 2009 ad oggi, i due si sono affrontati in sette occasioni durante una finale o una semifinale: per 5 volte ha trionfato Aǧhayev (4 finali: europeo 2009, mondiale 2010, World Games 2013, World Combat Games 2013; e una semifinale: europeo 2013) e per due volte Busà (finale al mondiale 2012 e alla semifinale del europeo 2011). Lo scontro finale è avvenuto sul tatami Olimpico di Tokyo, il 6 Agosto 2021, dove l'azero si è dovuto accontentare della medaglia d'argento.

## Riconoscimenti
Per i suoi successi ha ricevuto vari premi dalle istituzioni (dal Comitato Olimpico Nazionale e dal Ministro della Gioventù e dello Sport). È stato inoltre inserito per più anni consecutivi nella lista dei 10 migliori atleti dell'anno nel proprio Paese. Sempre per i suoi successi la Banca Internazionale dell'Azerbaigian (in qualità di principale sponsor della nazionale di karate azera) gli ha donato un appartamento a Baku e una Audi Q7.